# شاكا بانغورا
شاكا بانغورا (بالإنجليزية: Shaka Bangura)‏ هو لاعب كرة قدم أمريكي في مركز الهجوم، ولد في 9 فبراير 1986 في Kissy, Sierra Leone ‏ في سيراليون. لعب مع أتلانتا سيلفرباكس وريتشموند كيكرز.